# Christa Miller
Christa Beatrice Miller (New York, 28 maggio 1964) è un'attrice statunitense.

## Biografia
È conosciuta principalmente per il ruolo di Jordan Sullivan, nella sit-com statunitense Scrubs - Medici ai primi ferri.
Ha ottenuto due candidature ai Golden Satellite Award per la sua interpretazione in Scrubs.
Dal 2009 è nel cast della sit-com creata dal marito, Cougar Town, nel ruolo di Ellie Torres, migliore amica della protagonista Jules Cobb. Nello stesso anno appare in un episodio della settima stagione di CSI: Miami.

## Vita privata
Nipote dell'attrice Susan Saint James, è 
sposata dal 1999 con Bill Lawrence, il produttore di Scrubs - Medici ai primi ferri. Insieme hanno tre figli: Charlotte Lawrence (2000), William (2003) e Henry (2006).
Nella serie Scrubs, il video delle nozze tra il dottor Cox e Jordan è il reale video delle nozze tra l'attrice e Lawrence.

## Filmografia

### Attrice

#### Cinema
- Love and Happiness, regia di Jordan Alan (1995)
- Kiss & Tell, regia di Jordan Alan (1996)
- Goat on Fire and Smiling Fish, regia di Kevin Jordan (1999)
- The Operator, regia di Jon Dichter (2000)
- Breaking In, regia di James McTeigue (2018)

#### Televisione
- Kate e Allie (Kate & Allie) - serie TV, episodi 3x07 - 6x03 - 6x04 (1985-1988)
- Un medico tra gli orsi (Northern Exposure) - serie TV, episodio 1x03 (1990)
- In casa con il nemico (Stepfather III), regia di Guy Magar - film TV (1992)
- Seinfeld - serie TV, episodi 5x04 - 6x20 (1993-1995)
- Willy, il principe di Bel-Air (The Fresh Prince of Bel-Air) - serie TV, episodio 4x15 (1994)
- La mia rivale (A Friend to Die For), regia di William A. Graham - film TV (1994)
- Cinque in famiglia (Party of Five) - serie TV, episodio 1x07 (1994)
- The Drew Carey Show - serie TV, 170 episodi (1995-2002)
- Rock & Roll Back to School Special, regia di Gerry Cohen - film TV (2001)
- Scrubs - Medici ai primi ferri (Scrubs) - serie TV, 89 episodi (2001-2010)
- Andromeda (The Andromeda Strain) - miniserie TV, 4 episodi (2008)
- CSI: Miami - serie TV, episodio 7x17  (2009)
- Cougar Town - serie TV, 102 episodi (2009-2015)
- Ground Floor - serie TV (2014)
- Undateable - serie TV (2015)
- Whiskey Cavalier - serie TV (2019)
- Shrinking – serie TV (2023-in corso)

### Doppiatrice
- Clone High - serie animata, 13 episodi (2002-2003)

## Doppiatrici italiane
Nelle versioni in italiano dei suoi lavori, Christa Miller è stata doppiata da:
- Sabrina Duranti in Scrubs - Medici ai primi ferri (ep. 38-178), Andromeda, Shrinking
- Claudia Catani in Scrubs - Medici ai primi ferri (ep. 6-34), Cougar Town
- Lorena Bertini ne La mia rivale
- Emanuela Baroni in Seinfeld (ep. 5x04)
- Cristina Boraschi in Seinfeld (ep. 6x19)
- Giuppy Izzo in Drew Carey Show
- Chiara Salerno in CSI: Miami
- Barbara Castracane in Whiskey Cavalier
- Francesca Fiorentini in Undateable
- Giò Giò Rapattoni in Breaking In

Da doppiatrice è sostituita da:
- Daniela Calò in Clone High